# Mrukowa
Mrukowa is een plaats in het Poolse district  Jasielski, woiwodschap Subkarpaten. De plaats maakt deel uit van de gemeente Osiek Jasielski en telt 570 inwoners.